# Carlos González (labdarúgó)
Carlos González, teljes nevén Carlos González Cabrera (Mexikóváros, 1935. április 12. – 2017. július 8.) mexikói válogatott labdarúgó, csatár.

## Pályafutása
Klubkarrierje legjelentősebb csapata a Club Atlas volt, ahol négy évet töltött. Ezelőtt megfordult a Zamora, ezután pedig a Poza Rica együtteseiben.
A válogatottban 1956 és 1961 között összesen tizenegy meccsen szerepelhetett, melyeken négy gólt szerzett, és ott volt az 1958-as világbajnokságon is.